# Armoriale dei comuni del Kainuu
Questa pagina contiene le armi (stemma e blasonatura) dei comuni finlandesi appartenenti alla regione del Kainuu.
|  | Kainuu d'oro, alla fascia di verde, ondata inferiormente e ad abeti superiormente |

## Comuni e città attuali
| Stemma | Nome del comune e blasonatura |
| ------ | --- |
|        | Hyrynsalmi Hopeisessa kentässä sininen aaltokoroinen paalu, jossa kultainen tervatynnyri (d'argento, al palo ondato d'azzurro caricato da un barile da catrame d'oro) |
|        | Kajaani Sinisessä kentässä alaisesta aaltokoroisesta hopeahirrestä nouseva kultainen kaksitorninen linna, jonka ikkuna- ja oviaukot punaiset (d'azzurro, al castello a due torri d'oro aperto e finestrato di quattro pezzi in ogni torre di rosso, sostenuto da una burella ondata d'argento) |
|        | Kuhmo Mustassa kentässä kolme kultaista kuusta asetettuna 2+1 (di nero, a tre abeti d'oro) |
|        | Paltamo Kultakentässä hirsittäin, alatusten, kolme mustaa tervavenettä tynnyreineen (d'oro, a tre battelli da catrame con i loro barili di nero, posti l'uno sull'altro) |
|        | Puolanka Mustassa kentässä kolme karjankelloa asetettuina 2:1, yläpuolella kuusikoroinen lakio; kaikki kultaa (di nero, a tre campanacci d'oro, al capo dello stesso con la linea di partizione a forma d'abete)                                                                               |
|        | Ristijärvi Sinisessä kentässä aaltokuvioinen hopeatyviö ja sen yläpuolella hopeinen havuristi (d'azzurro, al fiocco di neve d'argento, alla campagna ondata dello stesso) |
|        | Sotkamo Hopeakentässä sininen, yläreunaltaan kaarikoroinen hirsi (d'argento, alla fascia d'azzurro con la superficie superiore convessa) |
|        | Suomussalmi Mustassa kentässä neljä hopealipuketta ryhmitettyinä 1+2+1, kustakin nousee kultainen liekki (di nero, a quattro biglietti d'argento infiammati d'oro, posti 1, 2 e 1) |

## Municipalità disciolte e vecchie blasonature
| Stemma | Nome del comune e blasonatura |
| ------ | --- |
|        | Kajaanin maalaiskunta Sinisessä kentässä yläreunaltaan sakarakoroinen ja alareunaltaan kuusikoroinen hopeahirsi. (d'azzurro, alla fascia d'argento, merlata superiormente e inferiormente ad abeti)                   |
|        | Vuolijoki Sinisessä kentässä alainen, kaateinen polviorsi, jonka yläpuolella raudan merkki; molemmat hopeaa. (d'azzurro, allo scaglione rovesciato abbassato d'argento sormontato dal simbolo del ferro dello stesso) |